# رادو ميهالينو
رادو ميهالينو (بالفرنسية: Radu Mihaileanu) (و. 1958  م) هو مخرج أفلام، وكاتب سيناريو من رومانيا، وفرنسا، ولد في بوخارست.

## التعليم
تعلم في المعهد العالي للدراسات السينمائية.

## جوائز
حصل على جوائز منها:
- وسام جوقة الشرف من رتبة فارس
- نيشان الفنون والآداب من رتبة ضابط
- وسام الفنون والآداب الفرنسي.

## وصلات خارجية
- رادو ميهالينو على موقع IMDb (الإنجليزية)
- رادو ميهالينو على موقع قاعدة بيانات الأفلام العربية
- رادو ميهالينو على موقع ألو سيني (الفرنسية)
- رادو ميهالينو على موقع ميوزك برينز (الإنجليزية)
- رادو ميهالينو على موقع أول موفي (الإنجليزية)
- رادو ميهالينو على موقع قاعدة بيانات الأفلام السويدية (السويدية)
- رادو ميهالينو على موقع ديسكوغز (الإنجليزية)
- رادو ميهالينو على موقع قاعدة بيانات الفيلم (الإنجليزية)
- رادو ميهالينو على موقع كينوبويسك (الروسية)